# Lamania kraui
Espèce
Synonymes
- Paculla kraui Shear, 1978

Lamania kraui est une espèce d'araignées aranéomorphes de la famille des Pacullidae.

## Distribution
Cette espèce se rencontre en Malaisie au Pahang, au Kelantan et au Terengganu et en Thaïlande dans la province de Narathiwat,.

## Description
La femelle holotype mesure 4,1 mm et le mâle paratype 3,17 mm.

## Étymologie
Son nom d'espèce lui a été donné en référence au lieu de sa découverte, la réserve de faune de Krau.

## Publication originale
- Shear, 1978 : Taxonomic notes on the armored spiders of the families Tetrablemmidae and Pacullidae. American Museum novitates, no 2650, p. 1-46 (texte intégral).